# Коста Костић
Коста Костић (Ниш, 15. март 1875 — Пирот, 19. фебруар 1915) био је српски историчар и један од пионира српске историјске географије.

## Биографија
Коста Костић родио се 15. марта 1875. године у сиромашној породици Николе Костића и мајке му Настасије. Основну школу завршио је у Нишу 1886. године, гимназију 1895. у Пироту, где му се родитељи беху преселили, и Велику школу (историјско-филолошки одсек) 1899. године у Београду. Професорски испит из опште и српске историје и географије положио је 2. јануара 1903. године. Службовао је од 15. фебруара 1900. године у Пироту, најпре као професорски приправник, затим као суплент и најзад као професор. 12. августа 1912. премештен је за професора Реалке у Београду. За време балканских ратова био је помоћник начелника војне станице у Белој Паланци. На истој је дужности био и за време Првог светског рата, све до 1. децембра 1914. године, када је премештен у Пирот, и одређен за комесара војне болнице. Обилазећи болнице и надгледајући негу рањених и болесних војника добио је пегави тифус, и за осам дана му је подлегао, 19. фебруара 1915. године.

## Научни рад
Научну каријеру започео је Костић врло рано, још у школи. На Видовдан 1889. године, на дан петстогодишњице од Косовске битке, управа Града Београда одлучила је да сваке године расписује конкурс за најбоље ђачке радове из српске историје. Као ђак друге године Велике школе, 1898. године, израдио је он заједнички са једним другом расписани видовдански темат „Краљ Стефан Драгутин“ (објављен 1899) и добио прву награду. Одмах идуће године израдио је свм, опет за видовдански темат, „Трговински центри и друмови по Српској Земљи у средњем и новом веку“ (објављен 1900). Овај обимни и озбиљни рад обележио је младог Костића већ као озбиљног историчара. Професори рецензети оценили су рад као изузетан због добре обраде великог материјала и мноштва употребљених извора. Кад је објављен чинио је велику књигу од скоро 450 страна и био је врло запажен.
По свршетку школовања Костић је озбиљно наставио свој научни рад, те тако редом објављује следеће књиге и радове:
- Стара српска трговина и индустрија, студија из културне историје Српскога Народа у средњем веку, Београд 1904.
- Из Торлака, фолклористичке белешке из Пиротског Округа, „Караџић“ 1900.
- Рударство и рударски предели и центри у Српским Земљама за турског времена, „Наставник“ 1912.
- Пирот, „Гласник Српског Географског Друштва“ 1912.
- Културне биљке у Српским Земљама за турскога времена, „Наставник“ 1913.
- Домаће животиње као транспортна средства за турског времена, „Гласник Српског Географског Друштва“ 1914.
- Наши нови градови, „Дело“ 1914).
- Наши нови градови на југу, Београд 1922.

У „Прегледу Географске Литературе о Балканском полуострву“ написао је велику множину оцена и реферата о књигама на наведену тему.